# Theragra
Theragra és un gènere de peixos pertanyent a la família dels gàdids.

## Distribució geogràfica
Theragra chalcogramma es troba al Pacífic nord (des de Kivalina -Alaska- fins al sud del mar del Japó i Califòrnia -els Estats Units-) i Theragra finnmarchica a l'Atlàntic nord-oriental (els extrems septentrionals de Noruega i Rússia al mar de Barentsz).

## Taxonomia
- Theragra chalcogramma (Pallas, 1814)[4]
- Theragra finnmarchica (Koefoed, 1956)[5][6][3][7][8][9]